# Iván Peñaranda
Iván Peñaranda Llauradó (Santa Eulàlia de Ronçana, perto de Barcelona, 6 de março de 1981) é um futebolista espanhol.
Revelado nas categorias de base do Barcelona, foi contratado pelo Milan após atuar pelo Mallorca B. Sem nenhum espaço no rossonero, saiu do clube em 2000, e acumulou passagens sem sucesso por Sporting de Gijón, Sabadell, Palamós, Santa Clara, Toledo, Pachuca, Slavija Sarajevo, Sporting Mahonés, Neftchi Baku, Burriana e Calasparra, totalizando um número incrível de empréstimos: onze.
Também não se firmou no Ciudad de Lorca, situação completamente diferente no seu atual clube, o Mataró.